# Andrés Wood
Andrés Wood Montt (Santiago de Chile, 14 de septiembre de 1965) es un director de cine, guionista y productor cinematográfico chileno.

## Biografía
Es hermano de la documentalista y exdirectora de programación de TVN, María Elena Wood, y está casado con Paz Puga, con quien tiene tres hijos: Mariano, Ana y Amanda.
Estudió en el Saint George's College de Santiago. Aunque después estudió ingeniería comercial en la Pontificia Universidad Católica de Chile, siempre le llamó la atención el séptimo arte. Así es como luego de terminar esa carrera viajó a Nueva York para estudiar dirección de fotografía (1990-1991), y realizó allí su primer cortometraje, Idilio. 
De vuelta en Chile, a fines de 1992, comenzó a elaborar una serie de proyectos audiovisuales. En 1994 dirigió dos cortometraje; uno de ellos, Reunión de familia, se convirtió en la primera producción chilena en participar de la selección oficial del Festival Internacional de Clermont-Ferrand, Francia, y recibió el premio al mejor director en el de Cine de Viña del Mar. En forma paralela a sus proyectos audiovisuales, Wood trabajaba en la realización de comerciales para la televisión.

## Carrera profesional
En 1997 comienza a gestarse lo que sería su primer gran éxito masivo. Durante ese año dirige y coescribe Historias de fútbol, su primer largometraje, que fue financiado con un aporte del Fondart, inversiones del mismo director y algunos socios, además de aportes del Fondo del Sur de Francia.
La película se divide en tres cuentos de media hora cada uno, todos relacionados con el balompié, contando las distintas realidades que se viven en ese deporte en todas las regiones del país. 
En Chile, unas 600 mil personas vieron el filme y además se mostró en países de Iberoamérica, Australia, Canadá, España, Estados Unidos y Francia, con gran éxito en todos ellos. Wood recibe varias menciones en distintos festivales de cine, entre ellas las menciones de los jurados en el de San Sebastián y del XXIII de Huelva, España, en el cual competía con otras trece cintas del resto del mundo. 
Luego de la fama adquirida con Historias de fútbol, Wood se embarca en un nuevo proyecto cinematográfico: El desquite, historia adaptada de las décimas de Roberto Parra Sandoval, y que narra la historia de un patrón de fundo del sur, mostrando la realidad vivida en latifundios de Chile. La producción, que originalmente se presentó como miniserie en Televisión Nacional de Chile, tuvo una reedición de dos horas para ser presentada en cine.
En 1987, mientras trabajaba en una empresa como evaluador de proyectos en Aysén, se percató de la conmoción que causaba el loco, las mafias que giraban alrededor de la extracción de este molusco y la locura de las prostitutas al ver a tantos hombres con dinero, en una zona que no se caracteriza por tener grandes riquezas. Ahí nace la idea de realizar un filme acerca de ese fenómeno, que comienza a rodar en 1999, en la isla Toto, un pueblo sin calles de la undécima región. 
Escrita y dirigida por Wood, La fiebre del loco se estrenó el 4 de octubre de 2001 y de inmediato se transformó en éxito de taquilla en Chile y recibió varios premios internacionales en distintas muestras de cine: Mejor Director en la VIII de Cine Latinoamericano de Cataluña, en Lérida y Mejor Guion Inédito en el Festival de La Habana, Cuba.
Su trabajo más conocido es su cuarto largometraje, Machuca, ambientada poco antes del golpe militar del 11 de septiembre de 1973. Este filme llegó precedido de excelentes comentarios luego de su presentación en el Festival de Cannes. Relata la relación de dos niños, uno proveniente de una familia pudiente, y el otro marginal, cuyas vidas se cruzan luego que un colegio religioso pone en funcionamiento un programa de integración social. 
Su estreno oficial se efectuó en el marco de la Quincena de Realizadores de Cannes, en mayo de 2004, donde obtuvo una mención especial del premio François Chalais de ese año, que entrega el Ministerio francés de la Cultura y el Centro Nacional de la Cinematografía de la misma nación. Desde esa fecha, se ha paseado por diversos festivales internacionales.
Además, al menos doce países adquirieron los derechos de exhibición del filme, entre ellos España, Japón, Reino Unido y Suiza. 
En 2008, estrenó su largometraje La buena vida, cinta que ganó en España el Colón de Oro en noviembre y el Goya a la Mejor Película Extranjera Hispanoamericana en febrero de 
2009.
Le siguió Violeta se fue a los cielos, película estrenada en 2011 y que ha ganado varios galardones entre los que destaca el Gran Premio Internacional del Jurado en el Festival de Sundance (enero de 2012). La cinta está basada en la biografía homónima que Ángel Parra escribió sobre su madre, Violeta Parra. 
En 2013 escribió y dirigió la miniserie televisiva de tres capítulos Ecos del desierto, inspirada en la historia real de la abogada de derechos humanos Carmen Hertz y su lucha por llevar ante la justicia a los responsables de la muerte de su marido, Carlos Berger, asesinado junto a otras 96 personas a manos del ejército durante la masacre llamada Caravana de la Muerte, perpetrada poco después del golpe de Estado de 1973. Ecos del desierto fue estrenada por Chilevisión entre el 9 y el 11 de septiembre de 2013, coincidiendo con los 40 años del golpe militar, y fue transmitida para toda Latinoamérica dos meses más tarde por la cadena TNT.
Es uno de los dos directores, junto con Francisco Arévalo, de Wood Producciones, con la que ha hecho sus largometrajes en cooperación con otras productoras.

## Premios y reconocimientos
- Premio del Festival Internacional de Cine de Viña del Mar al mejor director por el cortometraje Reunión de familia
- Premio de la Muestra de Cine Latinoamericano de Cataluña 2002 al mejor director por La fiebre del loco
- Premio del Festival Internacional del Nuevo Cine Latinoamericano de La Habana 2001 al mejor guion inédito por La fiebre del loco
- Premio Benjamín Vicuña Mackenna 2004 (otorgado a personalidades que desde sus ámbitos han contribuido al progreso y el desarrollo de Santiago)
- Colón de Oro 2008 (Festival de Cine Iberoamericano de Huelva) por La buena vida
- Goya 2009 a la mejor película extranjera hispanoamericana por La buena vida
- Premio Pedro Sienna 2011 por Violeta se fue a los cielos
- Colón de Plata del Festival de Cine Iberoamericano de Huelva 2011 a la mejor dirección por Violeta se fue a los cielos
- Gran Premio Internacional del Jurado en el Festival de Sundance 2012 por Violeta se fue a los cielos

## Filmografía

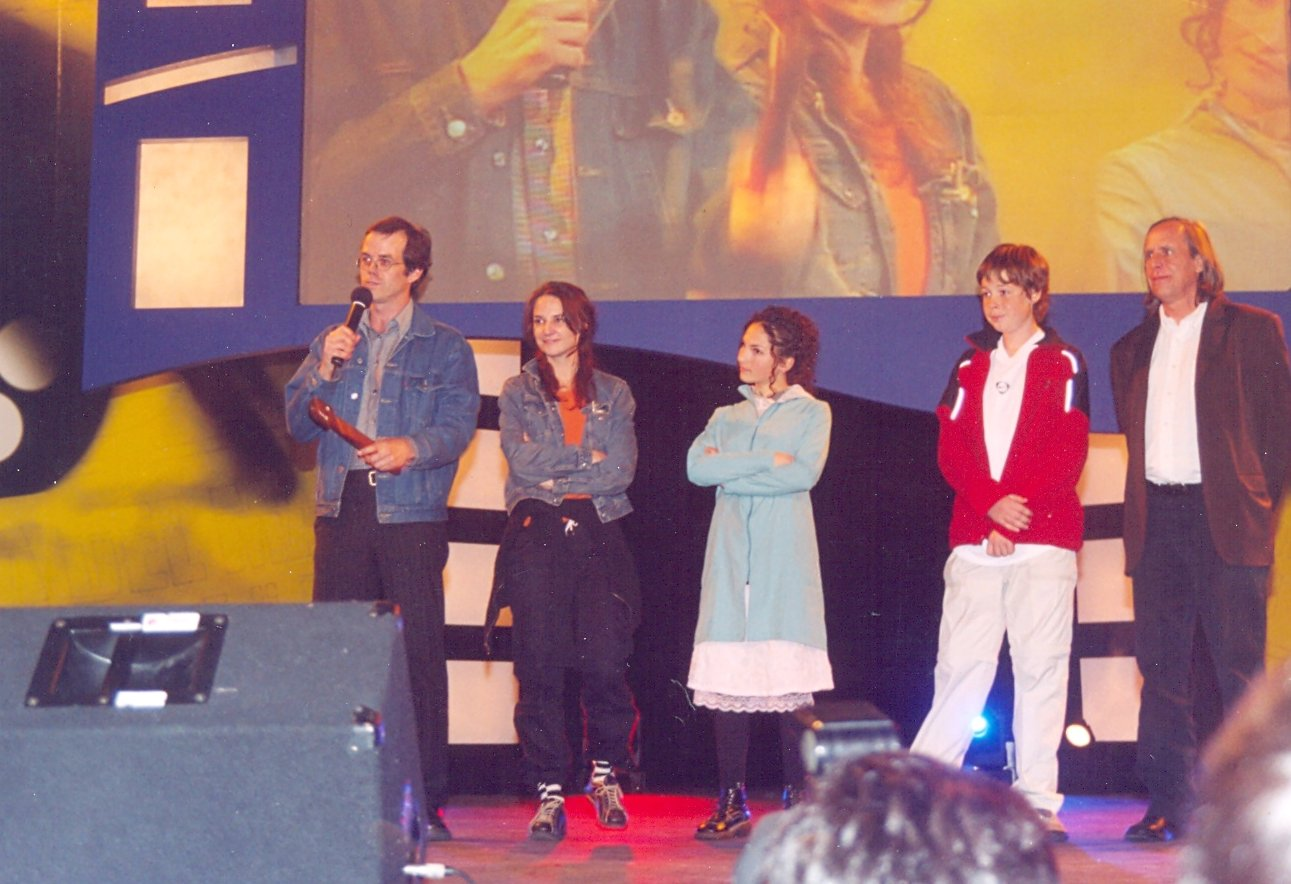
Wood junto a Aline Kuppenheim y Manuela Martelli, durante la premiación de la película Machuca en el Festival Internacional de Cine de Viña del Mar de 2004.

### Director
- Romance (1992), cortometraje.
- Reunión de familia (1994), cortometraje.
- Historias de fútbol (1997).
- El desquite (1999).
- La fiebre del loco (2001).
- Machuca (2004).
- La buena vida (2008).
- Violeta se fue a los cielos (2011).
- Violeta se fue a los cielos, la serie (2012). Adaptación a serie de la película con escenas inéditas.
- Ecos del desierto (2013), miniserie de televisión.
- Ramona (2017), serie de televisión.
- Araña (2019).

### Guionista
- Historias de fútbol (1997).
- El desquite (1999).
- La fiebre del loco (2001).
- Machuca (2004).
- Violeta se fue a los cielos (2011).
- Violeta se fue a los cielos, la serie (2012). Adaptación a serie de la película con escenas inéditas.
- Ecos del desierto (2013). Junto con Guillermo Calderón, miniserie de televisión.
- Araña (2019). Junto con Guillermo Calderón.

### Productor
- La fiebre del loco (2001).
- Machuca (2004).
- Nacido y criado (2006) (coproductor).
- La buena vida (2008).
- Los 80 (2008-2014).
- Pulseras rojas (2014).
- Mary & Mike (2018).